# Malaltia de Parkinson
La malaltia de Parkinson és una malaltia neurodegenerativa d'origen desconegut que fou descrita pel metge anglès James Parkinson l'any 1817. Sol aparèixer en persones d'edat avançada. Produeix una alteració progressiva de l'àrea del cervell anomenada substància negra provocant-hi una disminució de la dopamina.
Afecta principalment el sistema motor. Els símptomes solen aparèixer lentament i, a mesura que la malaltia empitjora, els símptomes no motors esdevenen més freqüents. Els primers símptomes evidents són la tremolor, la rigidesa, la lentitud del moviment i la dificultat per caminar. També es poden produir problemes cognitius i de comportament amb depressió, ansietat i apatia. La demència causada per la malaltia de Parkinson esdevé freqüent en les fases avançades de la malaltia. Les persones amb Parkinson també poden tenir problemes amb el seu son i els sistemes sensorials.
Es desconeix la causa de la malaltia de Parkinson, ja que es creu que els factors hereditaris i mediambientals hi tenen un paper. Els que tenen un membre de la família afectat per la malaltia presenten un major risc de contraure-la, i se sap que alguns gens són factors de risc heretables. Altres factors de risc són haver estat exposat a certs pesticides o haver patit lesions al cap.

## Causes
Acostuma a ser a causa de l'acumulació d'una proteïna presinàptica en les neurones, una alfa-sinucleïna, que impedeix la transmissió de la dopamina en els ganglis basals. L'aparició de la malaltia pot estar lligada a l'herència genètica (entre un 1-2% dels casos) per mutacions dels gens que ocupen els locus PARK1, 2, 3, 4, 5, 6, 7, 8, 9 i 10. Segons el gen, la malaltia és autosòmica dominant o autosòmica recessiva.
L'aparició de la malaltia també depèn dels factors ambientals. Recentment s'ha descobert un gen, la dardarina, que pot provocar la malaltia i s'ha vist que és força present a Espanya.
L'edat és un factor de risc important. El 2012, tan sols el 0,02% de les defuncions per malaltia de Parkinson als Estats Units es produïren en persones de menys de 35 anys, mentre que el 97,42% es produïren en individus de 65 anys o més.

## Epidemiologia
A Espanya hi ha 160.000 malalts de Parkinson, segons dades de 2021. La malaltia acostuma a aparèixer des dels 55 anys. Afecta a un 1% de les persones majors de 60 anys i un 0,4% a les majors de 40. És més comuna en homes que en dones, havent-hi quasi un 50% més d'homes que de dones amb aquesta malaltia; les raons d'això encara no són clares. Tot i que el Parkinson es presenta a persones arreu del món, hi ha diversos estudis que han trobat major incidència a països desenvolupats, i dintre d'aquests a persones que viuen en zones rurals; ja que l'exposició a pesticides pot fer que els riscs de patir la malaltia augmentin.

## Símptomes
Es caracteritza per una rigidesa muscular, pèrdua dels moviments automàtics primaris, bradicinèsia, inestabilitat, tremolors (presents en un 85% dels malalts de Parkinson) i altres símptomes. La disminució del parpelleig i l'aparició gradual de nous símptomes és un punt més per sospitar la presència de la malaltia.
Pel que fa als aspectes no motors, es veu que el malalt de Parkinson presenta depressió i ansietat, té alteracions cognitives i trastorns del son. També tenen dolor a les extremitats. Pateixen anomalies cognitives, els és costós fer mecanismes mentals més o menys complexos. Això acaba afectant també a la parla, ja que costa i és un esforç pel malalt.
El seu curs és crònic i progressiu. Tot i que a vegades pot tardar fins a quinze anys a afectar significativament al malalt, sobretot si la malaltia agafa a una edat poc avançada.

## Diagnòstic
Actualment no existeixen proves sanguínies o de laboratori que ajudin a diagnosticar la malaltia de Parkinson esporàdica. Per això, el diagnòstic es basa en la història clínica i en un examen neurològic precís.
La malaltia a vegades pot ser difícil de diagnosticar amb precisió. Els signes i símptomes primerencs de Parkinson de vegades poden ser atribuïts als efectes de l'envelliment normal. Altres símptomes semblants a la malaltia de Parkinson, en realitat són malalties degeneratives o no amb característiques similars, però que requereixen tractaments diferents. Per establir el pronòstic, informar i aconsellar la persona malalta i la família i posar en marxa el millor tractament és fonamental fer un diagnòstic precís. De vegades, els neuròlegs especialistes en trastorns del moviment sol·liciten ecografies del tronc cerebral, proves de neuroimatge dinàmiques, o proves de laboratori que permeten una millor aproximació del diagnòstic, afirmant o descartant altres malalties.

## Tractament
No hi ha un tractament curatiu de la malaltia de Parkinson, però sí mesures estabilitzadores i control dels símptomes. El tractament farmacològic per a la malaltia de Parkinson inclou tres categories: fàrmacs que funcionen directament o indirectament per augmentar el nivell de dopamina al cervell (levodopa); fàrmacs que actuen sobre altres neurotransmissors corporals per alleugerir símptomes com ara les tremolors i la rigidesa muscular, i medicaments que ajuden a controlar els símptomes no motors de la malaltia, com ara la depressió i l'ansietat.
En els primers anys de tractament la resposta a la levodopa i a altres agonistes dopaminèrgiques és molt bona. Posteriorment el benefici es manté però poden aparèixer complicacions de tipus motor com les fluctuacions i discinèsies, o psiquiàtriques (al·lucinacions, deliris, alteració deteriorament cognitiu). En les fases avançades de la malaltia el tractament és més complicat. La cirurgia s'utilitza en les persones amb la malaltia avançada per a qui la teràpia farmacològica ja no és suficient. Els estudis en les últimes dècades han portat a grans progressos en les tècniques quirúrgiques.